# 12928 Ніколапоціо
І
12928 Ніколапоціо (12928 Nicolapozio) — астероїд головного поясу, відкритий 30 вересня 1999 року.
Тіссеранів параметр щодо Юпітера — 3,332.